# 2 секунды
«2 секунды» (фр. 2 secondes) — канадский фильм 1998 года режиссёра Манон Брайан.

## Сюжет
Лори вынуждена уйти из маунтин-байка, которым она профессионально занималась, потому что на старте она задержалась на целых две секунды. Директор команды увольняет её, и Лори возвращается в Монреаль, в свой родной город, где останавливается у брата. Потерянная, она находит отдушину, когда устраивается на работу велосипедным курьером. Теперь она снова может целые дни проводить на велосипеде. Однажды она знакомится с Лоренцо — владельцем велосипедного магазина. Они находят друг в друге родственные души. История о том, как однажды Лоренцо, бывший профессиональный гонщик, упустил своё счастье, производит впечатление на Лори. Она понимает, что и в её жизни, в которой нет ничего, кроме велосипеда, может появиться любимый человек.

## В ролях
| Актёр          | Роль     |
| -------------- | -------- |
| Шарлотта Лорье | Лори     |
| Дино Тавароне  | Лоренцо  |
| Сюзанн Клеман  | Красотка |

## Награды
Фильм получил следующие награды:
| Награды                                              | Награды | Награды                                                                                            | Награды   | Награды      |
| ---------------------------------------------------- | ------- | -------------------------------------------------------------------------------------------------- | --------- | ------------ |
| Фестиваль / Премия                                   | Год     | Награда                                                                                            | Категория | Победитель   |
| Монреальский кинофестиваль                           | 1998    | Best Canadian Film Best Director Montréal First Film Prize Public Prize for the Best Canadian Film |           | Манон Брайан |
| Namur International Festival of French-Speaking Film | 1998    | Best First Screenplay                                                                              |           | Манон Брайан |